# Fredrik Lundgren (fotbollsspelare född 1979)
Fredrik Lundgren, född 26 oktober 1979 i Säve församling, Göteborgs och Bohus län, är en svensk före detta professionell fotbollsspelare som representerade Gais under hela sin karriär. Lundgren spelade under större delen av sin karriär som defensiv mittfältare men bytte 2009 position till mittback.

## Karriär
Lundgren kom från Torslanda IK 1999 till Gais. I samband med att Lundgrens kontrakt gick ut 2002 tog han en paus från den professionella fotbollen och flyttade till Madrid, där han ett tag spelade i det lokala amatörlaget Sant Ignazius de Loyola. Han återvände dock till Sverige under sommaren 2003 och skrev ett nytt kontrakt med Gais. Lundgren fick utmärkelsen "Årets makrill" 2005 av supporterföreningen Makrillarna.
Lundgren spelade totalt 300 tävlingsmatcher för Gais, vilket var det fjärde mesta genom tiderna av en Gais-spelare när han avslutade karriären 2012. Det var endast Sören Järelöv, Leif Andersson och Folke Lind som spelat fler matcher för Gais.